# Reka ljubezni
Reka ljubezni je televizijska serija, ki so jo začeli predvajati na slovenski komercialni televiziji POP TV 4. septembra 2017. Zgodba je postavljena na Krko. Serija je na sporedu od ponedeljka do petka ob 20.00. Govori o dveh zaljubljencih, vaškemu mizarju in mestni fotografinji, ki se borita za ljubezen, a ju na poti čaka več ovir. Serija se je zaključila poleti 2019. 
Končna epizoda 1. sezone je bila predvajana 25. decembra 2017. 2. sezona se je končala 20. junija 2018 ob 20. uri. 3. sezona je bila premierno predvajana 3. septembra 2018 in je obsegala 75 delov. Posneli so tudi 4. sezono, ki je bila tudi zadnja.

## Zgodba

### 1. sezona
Zgodba je postavljena na Krko. Čeprav se vas na prvi pogled zdi idilična, se v njej skrivajo temačne skrivnosti; nekatere rešene, katere še ne.

### 2. sezona
Irena in Rok sta končno preživela spletke, ko se na njuni poroki pojavi Vida Slak (Bernarda Oman). Rok in Blaž sta šokirana, vaščani so bili čisto vrženi s tira, Marija (Marijana Brecelj), Rokova in Blaževa babica pa se je končno sprijaznila z zvezo Roka in Irene, a spet začuti sovraštvo do svoje snahe Vide. Irena pa se mora soočiti s preteklostjo svoje družine, kar vključuje srečanje s sestro Majo (Urška Taufer), katero zasovraži ob prvem pogledu. Maja ovije Marijo okoli prsta in jo obrne proti Ireni. Blaž pa doživi najhujše obdobje življenja, saj njegova bivša zaročenka prekine zvezo Blaža in Sare (Liza Marija Grašič) z novico, da je noseča, kmalu pa umre v prometni nesreči. Fanta se soočita z Vido, saj ju preteklost vse bolj zanima. 
Irena  sestra petra je to vedela svojo priteklosti da je na komu je vgla čes okno in je nekoč je dva otroka  umrla in da moj mož bivši mož   je od maliga je bazu rok slak in blaž slar brata in janez sonji bojani  velela da bosta vgla čes irena slar žena od roka slaka se imata rada od prijateli sara mima veze da ima svojo prijatelico  vedla je je irena slar  vedela otem je nikoli ni imela sestro petro  ona ni vedela je gova mama  vida slara od marije  slak  vedala je blaž umrrl  v smrti nasreči da vida je ni tega vedela da je pojedu artečo musnico in je na žalost je že kopoliču kopan je umrl sin  vida slaka  selo rasnico povedala to čegu sin  je blaž slak od vida slak mama  

### 3. sezona
Tretja sezona se začne z gasilsko veselico, ki jo je organizirala Valentina Lekič za presenečenje je pripeljala Jana Plestenjaka. Irena in Rok sta zvedela, da bosa dobila fantka. Blaž in Sara se v vsej zaljubljenosti zastrupita z gobami (zeleno mušnico). Sara na srečo vseh preživi a Blaž pa v bolnišnici umre. Janez začne utapljati skrbi v alkohol. Po pogrebu se pojavi Petra, Rokova polsestra, ki je Rok nikakor ne more priznati. Petra Slak, na enkrat hoče denar z Blaževe zavarovalne police. Na Krki se pa pojavi Ferdo Kosovinc, Marijin sošolec iz mladih let. Ravno, ko se zadeve umirijo, pa se vrne Mark, ki dvomi, da Emil ni njegov. Po silnem pretepu z Rokom, se slednji razide z Ireno. Medtem pa novo ljubezen najdeta Petra in Gašper. Ob koncu sezone zboli Emil.

### 4. sezona
Rok in Irena se ločita, Rok pa začne zvezo z Valentino Lekić. Skrivnost o Terezinem otroku je končno razkrita. Angelca zboli za rakom, Petra in Gašper pa na poti do sreče srečata še eno oviro. Tudi Irena poišče novega partnerja, a medtem se dve poroki na Krki nepresenetljivo končujeta. Prihaja še do veliko napetosti med družinami.

## Sezone
| Sezona | Sezona | Epizode | Začetek           | Konec             |
| ------ | ------ | ------- | ----------------- | ----------------- |
|        | 1.     | 75      | 4. september 2017 | 25. december 2017 |
|        | 2.     | 75      | 5. marec 2018     | 20. junij 2018    |
|        | 3.     | 75      | 3. september 2018 | 27. december 2018 |
|        | 4.     | 75      | 25. februar 2019  | 28. junij 2019    |

Izjeme sporeda
- 13. september 2017 (Mariborska tekma/Liga prvakov)
- 14. september 2017 (košarkaška tekma)
- 26. september 2017 (Mariborska tekma/Liga prvakov)
- 17. oktober 2017 (Mariborska tekma/Liga prvakov)
- 1. november 2017 (Mariborska tekma/Liga prvakov)
- 6. december 2017 (Mariborska tekma/Liga prvakov)
- 21. maj 2018 (Volitve 2018)
- 28. maj 2018 (Volitve 2018)
- 1. junij 2018 (Volitve 2018)

Urnik predvajanja
| Sezona | Dnevi                                                                      | Ura   | Št. epizod |
| ------ | -------------------------------------------------------------------------- | ----- | ---------- |
| 1.     | ponedeljek–petek                                                           | 20.00 | 75         |
| 2.     | ponedeljek–petek                                                           | 20.00 | 75         |
| 3.     | ponedeljek–četrtek; zadnja dela 4. sezone sta bila predvajana tudi v petek | 20.00 | 75         |
| 4.     | ponedeljek–četrtek; zadnja dela 4. sezone sta bila predvajana tudi v petek | 20.00 | 75         |

## Liki
| Igralec/-ka                           | Vloga                                                                        | Sezona               |
| ------------------------------------- | ---------------------------------------------------------------------------- | -------------------- |
| Družina Slak                          |                                                                              |                      |
| Lara Komar                            | Irena Slak, Rokova žena, fotografinja                                        | 1, 2, 3, 4           |
| Tadej Pišek                           | Rok Slak, Irenin mož, nekdanji mizar, nadzornik gradnje                      | 1, 2, 3, 4           |
| Voranc Boh                            | Blaž Slak, mizar, Rokov pokojni brat                                         | 1, 2, 3†             |
| Bernarda Oman                         | Vida Slak-Zalar, Rokova in Blaževa dolgo pogrešana mama, lastnica penziona   | 1 (75. del), 2, 3, 4 |
| Marijana Brecelj                      | Marija Slak, Rokova in Blaževa babica                                        | 1, 2, 3, 4           |
| Liza Marija Grašič                    | Sara Kovač, kozmetičarka, Blaževa punca, Irenina najboljša prijateljica      | 1, 2, 3, 4 (75. del) |
| Vesna Kuzmić                          | Petra Majcen Slak, Janezova nečakinja                                        | 3, 4                 |
| Miha Rodman                           | Dejan                                                                        | 4                    |
| Lucijan Cetin/Florijan Cetin          | Emil Slak, Rokov in Irenin otrok                                             | 3, 4                 |
| Družina Medved                        |                                                                              |                      |
| Branko Šturbej                        | Bojan Medved, lastnik žage                                                   | 1, 2, 3, 4           |
| Mojca Funkl                           | Sonja Medved, njegova žena                                                   | 1, 2, 3, 4           |
| Timon Šturbej                         | Miha Medved, njun najstniški sin                                             | 1, 2, 3, 4           |
| Dora Petrej                           | Zala Medved, njuna hčerka                                                    | 1, 2, 3, 4           |
| Žan Perko                             | Miran Štamcar-Medved, Bojanov nezakonski sin, Katjin fant                    | 1, 2                 |
| Sara Gorše                            | Katja Mišmaš, prodajalka v Mercatorju                                        | 1, 2                 |
| Blaž Valič                            | Janez Smole, Sonjin bivši fant                                               | 1, 2, 3, 4           |
| Sestri Božič, bivši lastnici penziona |                                                                              |                      |
| Teja Glažar                           | Angelca Božič, Terezina sestra                                               | 1, 2, 3, 4           |
| Marinka Štern                         | Tereza Božič, kuharica                                                       | 1, 2, 3, 4           |
| Družina Lekić                         |                                                                              |                      |
| Aleš Valič                            | Uroš Lekić, direktor firme Lekslo                                            | 1, 2, 3, 4           |
| Ana Urbanc                            | Valentina Lekić, Uroševa hči                                                 | 1, 2, 3, 4           |
| Blaž Setnikar                         | Jan Drole, Valentinin bivši zaročenec                                        | 1, 2, 3, 4           |
| Miša Fijavž/Manca Fijavž              | Helena, Valentinina hčerka                                                   | 2, 3, 4              |
| Barbara Krajnc Avdić                  | Sanja, prijateljica Helene in Valentine Lekić, Terezina negovalka            | 2, 3, 4              |
| Ostale osebe v vasi                   |                                                                              |                      |
| Domen Valič                           | Mark Sotlar, igralec, režiser, Irenin bivši fant                             | 2, 3                 |
| Gregor Gruden                         | Gašper Novak, nekdanji kriminalicistični inšpektor, Petrin fant              | 1, 2, 3, 4           |
| Ivo Ban                               | Ferdo Kosovinc, Marijin fant, Angelčina simpatija                            | 3, 4                 |
| Bojan Maroševič                       | Alojz Gornik, bivši predsednik občine Bohinj                                 | 3†                   |
| Barbara Žefran                        | Breda Majcen Slak, Petrina mama, Slavkova bivša punca                        | 3, 4                 |
| Jan Plestenjak                        | Jan Plestenjak                                                               | 3 (1. del)           |
| Urška Taufer                          | Maja Rot, Irenina polsestra                                                  | 2                    |
| Vlado Novak                           | Andrej Majer, Lekićev dolgotrajni nasprotnik                                 | 2, 3                 |
| Vojko Belšak                          | Erik Kos, Lekićev nekdanji sodelavec aka. Peter Kovačič                      | 1, 2, 3, 4†          |
| Jožef Ropoša                          | Jože Pirc, poveljnik gasilskega društva                                      | 1, 2, 3, 4           |
| Saša Pavček                           | Alenka Pirc, Jožetova žena                                                   | 3, 4                 |
| Ludvik Bagari                         | Tomaž Molek, vaški ribič in pismonoša                                        | 1, 2, 3, 4           |
| Renato Jenček                         | Franc Vesel, veterinar in živinozdravnik, predsednik krajevne skupnosti Krka | 1, 2, 3, 4           |
| Nina Ivanič                           | Mojca Vesel, Frančeva žena, nekdanja natakarica v Vulkančku                  | 1, 2, 3, 4           |
| Rok Vihar                             | Danilo, kriminalicistični inšpektor pod krinko - (odvetnik)                  | 4                    |
| Anja Drnovšek                         | Nataša Zupan, Blaževa pokojna zaročenka                                      | 1, 2†                |
| Sabina Kogovšek                       | zdravnica                                                                    | 2                    |
| Nejc Jezernik                         | Matej, natakar v vaški gostilni                                              | 1, 2, 3, 4           |
| Miha Nemec                            | psiho-terapevt iz Ljubljane                                                  | 2                    |
| Maja Nemec                            | Mateja, odvetnica                                                            | 2 (24. del)          |
| Tanita Rose                           | Nastja, tajnica                                                              | 1, 2, 3, 4           |
| Igor Žužek                            | župnik v Krški cerkvi, Tomažev prijatelj                                     | 1, 2, 3              |
| Sergej Mijatović                      | zdravnik Sare in Blaža                                                       | 3                    |

Legenda: † umrl/a v tej sezoni ‡V tej sezoni tega lika ni bilo.

## Novi liki
| Igralec/-ka in opis                                          | Katera sezona in epizoda |
| ------------------------------------------------------------ | ------------------------ |
| Bernarda Oman igra Vido Slak, mamo Roka in Blaža Slaka       | 2 (1. del)               |
| Vlado Novak igra Andreja Majerja, tajkuna, Vidinega ljubimca | 2 (10. del)              |
| Urška Taufer igra Majo Rot, Irenino polsestro                | 2 (10. del)              |
| Domen Valič igra Marka Sotlarja, igralca in režiserja        | 2 (31. del)              |
| Jan Plestenjak igra še samega sebe                           | 3 (1. del)               |
| Sergej Mijatović igra zdravnika Sare in Blaža                | 3 (13. del)              |
| Vesna Kuzmić igra Petro Slak, polsestro Roka Slaka           | 3 (25. del)              |
| Andrej Jesenovec igra gradbenega nadzornika                  | 3 (43. del)              |
| Ivo Ban igra Ferda Kosovinca, Marijinega fanta               | 3                        |
| Barbara Žefran igra Bredo, Petrino mamo                      | 3                        |
| Miha Rodman igra Dejana                                      | 4 (10. del)              |

## Napake
- Zaradi šestmesečnega preskoka med 2. in 3. sezono, se je 3. sezona začela septembra. Dokaz tega je, da se je 2. sezona končala marca, saj se je sneg na vasi topil. Na začetku 2. sezone pa snega še ni bilo, kar pomeni, da se je sezona začela decembra, saj vsaka sezona traja tri mesece. Čudno je, da vaščani Krke ne praznujejo božiča ali novega leta.
- Še eden dokaz, da se je 3. sezona začela septembra, je ta, da Valentina v 36. delu praznuje rojstni dan, za katerega je Uroš Lekić gledalcem dal jasno vedeti, da je ta dan 25. oktobra. Kakorkoli, Petra in Gašper sta se šla kopat okrog istega datuma, kar je čudno, glede na to, da se reke in jezera v Sloveniji ohladijo že poznega avgusta/zgodnjega septembra.
- Na začetku 26. dela v 3. sezoni, se pojavi Petra, Rokova dolgo izgubljena polsestra, ki vsem pove, da je stara 32 let, nakar Rok pove, da je star 31 let. Na začetku 2. sezone pa se Marija izpove Blažu in Roku, rekoč, da je Vida svoja sinova zapustila, ko je Rok dopolnil 4 leta, Blaža pa, ko je bil star 1 leto. Nato se ni vrnila 25 let, torej je Rok dopolnil 29 let, Blaž pa 26. Ker od konca 1. sezone do 26. dela 3. sezone nista minili dve leti, se ta dva podatka ne ujemata.
- Potem, ko sta Mark in Irena na koncu 2. sezone imela spolne odnose, je ena od glavnih skrivnosti 3. sezone očetovstvo Emila, Ireninega otroka. Kot že prej omenjeno, je med 2. in 3. sezono preskok šestih mesecev, Emilov rojstni dan pa se zgodi en mesec v sezono. Emil je jasno Rokov otrok, saj se ni rodil kot nedonošenček. Razlog te omembe je ta, da je minilo le sedem mesecev odkar sta se Irena in Mark ljubila, torej je nemogoče, da je Emil res Markov otrok.

## Igralci iz Usodnega vina in Reke ljubezni
Igralci, ki so igrali v Usodnem vinu in Reki ljubezni.
| Igralec/-ka       | Vlogi                                                                                   | Sezone              |
| ----------------- | --------------------------------------------------------------------------------------- | ------------------- |
| Tadej Pišek       | Erikov prijatelj Alex/ Rok Slak, vaški mizar                                            | 4/1, 2, 3           |
| Voranc Boh        | delavec Sašo/Blaž Slak                                                                  | 4/1, 2, 3           |
| Bernarda Oman     | Jolanda Rihter, Karinina mati/Vida Slak, mama Roka in Blaža                             | 1/1, 2, 3           |
| Miha Rodman       | Jure Petrič/Dejan                                                                       | 1/4                 |
| Urška Taufer      | Petra, ljubimka Igorja/Maja Rot, Irenina polsestra                                      | 1/2                 |
| Branko Šturbej    | Jože Janežič/Bojan Medved, lastnik žage                                                 | 4/1, 2, 3           |
| Mojca Funkl       | Dora Ocepek/Sonja Medved, Bojanova nesrečna žena                                        | 1, 2, 3, 4/1, 2, 3  |
| Blaž Valič        | detektiv Janez/Janez Smole, poveljnik gasilcev                                          | 4/1, 2, 3           |
| Teja Glažar       | Ana Rozman, Stanetova mama/Angelca Božič                                                | 1, 2, 3, 4/1, 2, 3  |
| Marinka Štern     | Neža Fažon, medicinska ssetra, podpornica Matjaža Petriča/Tereza Božič                  | 1, 2, 3, 4/ 1, 2, 3 |
| Aleš Valič        | Gérard Simonett, oče Andrea Simonetta/Uroš Lekić, direktor firme Lekslo                 | 2/1, 2, 3           |
| Ana Urbanc        | Darja Horžen, Vasjeva žena/Valentina Lekić,direktorjeva hči                             | 4/1, 2, 3           |
| Jožef Ropoša      | Slavko Bučar, zdravnik/Jože Pirc, ribiški čuvaj                                         | 1, 2, 3             |
| Ludvik Bagari     | Tibor Tišič/Tomaž Molek, vaški ribič, nekdanji pijanček                                 | 1, 2, 4/1, 2, 3     |
| Renato Jenček     | psiholog Rotar/Franc Vesel, veterinar                                                   | 4/1, 2, 3           |
| Nina Ivanič       | Ines Hrovat, Ivanova bivša žena/Mojca Vesel, Frančeva žena                              | 1, 2, 3             |
| Gregor Gruden     | Simon Dolinar/Gašper Novak, kriminalicistični inšpektor                                 | 1, 2, 3, 4/1, 2, 3  |
| Anja Drnovšek     | Rebeka Kern/Nataša Zupan, Blaževa noseča bivša zaročenka                                | 1, 2 (umrla)        |
| Domen Valič       | Erik Habijan/Mark Sotlar, igralec in režiser                                            | 3, 4/ 2, 3          |
| Maja Nemec        | Bojana Košmrlj, profesorica/Mateja, odvetnica                                           | 3, 4/ 2             |
| Jasmina Podgoršek | Jasmina, prijateljica od Šantal/Špela, Mojčina bivša sodelavka v salonu                 | 4/2                 |
| Sabina Kogovšek   | Ljubica Lokar, mama Lane Lokar, sovražnica Rebeke Kern, Igorjeva prijateljica/zdravnica | 2, 3/2              |
| Sara Gorše        | Zdravnica/Katja Mišmaš                                                                  | 3/1,2               |
| Bojan Maroševič   | zdravnik/Alojz Gornik                                                                   | 4/3                 |

## Tehnična ekipa
- Produkcijska hiša Perfo
- Nejc Levstik, Jaka Šuligoj – režiserja
- Aleš Pavlin – producent
- Andrej Štritof – producent
- Luka Peterca - Izvršni Producent